# Назаршо Додхудоев (джамоат)
Назаршо Додхудоев  (до 2012 г. — джамоат Бар-Рушон, (Бар-Рушан) — джамоат Рушанского района Горно-Бадахшанской автономной области Таджикистана.

## Селения джамоата
| Русское название         | Таджикское название     | Джамоат/Сельсовет тыс. чел. (2015) |
| ------------------------ | ----------------------- | ---------------------------------- |
| кишлак Барушон (Барушан) | деҳаи Барӯшон (Барушан) | Назаршо Додхудоев                  |
| кишлак Барзуд            | деҳаи Барзуд            | Назаршо Додхудоев                  |
| кишлак Дерзуд            | деҳаи Дерзуд            | Назаршо Додхудоев                  |
| кишлак Дехрушон          | деҳаи Деҳрушон          | Назаршо Додхудоев                  |